# VTV8

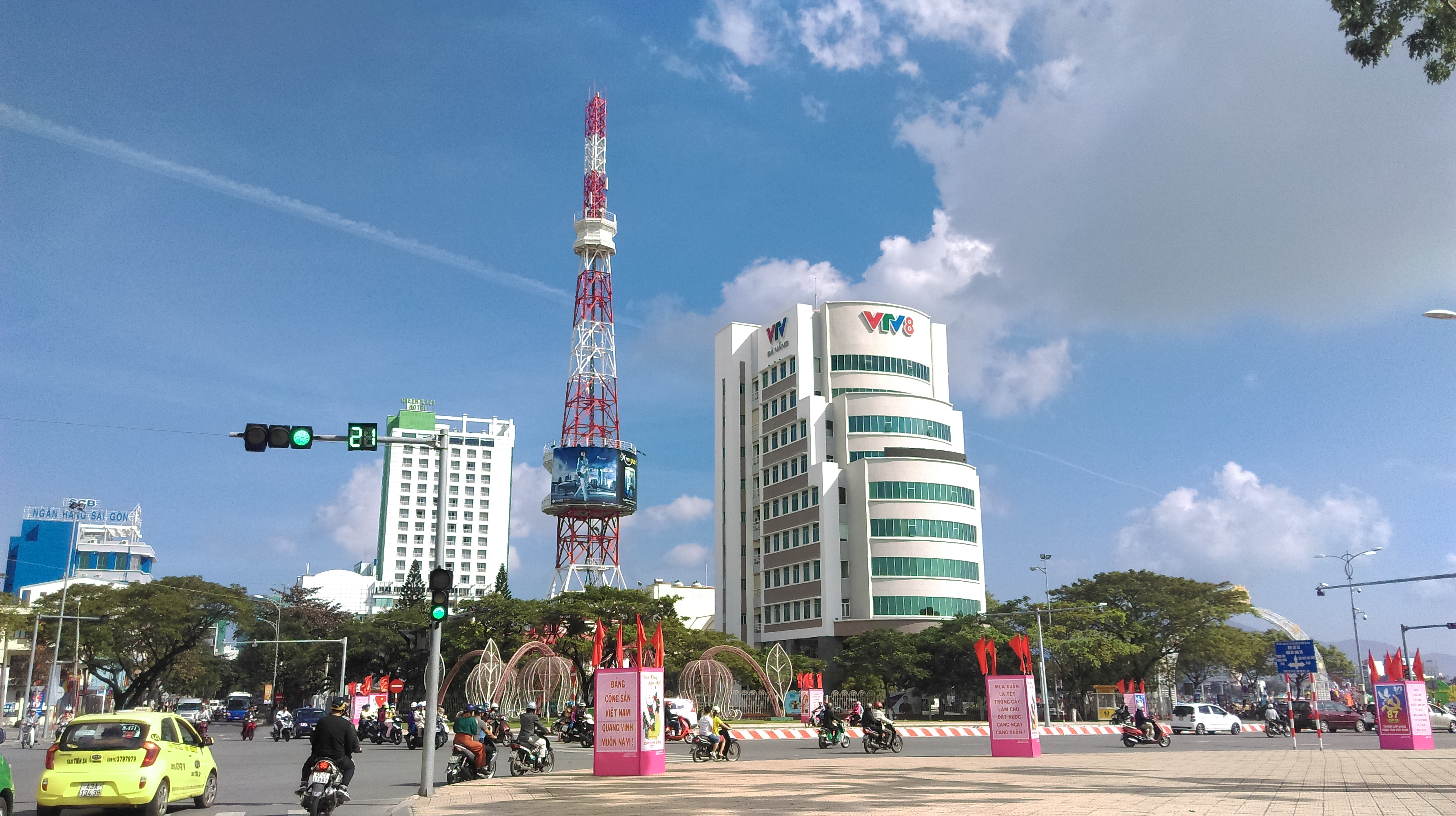
Trụ sở Trung tâm Truyền hình Việt Nam khu vực Miền Trung - Tây Nguyên tại thành phố Đà Nẵng

VTV8 là kênh truyền hình quốc gia khu vực miền Trung - Tây Nguyên của Đài Truyền hình Việt Nam, nằm trong hệ thống 9 kênh truyền hình quảng bá của VTV. Kênh được phát sóng chính thức từ 00:00 ngày 1 tháng 1 năm 2016 trên cơ sở Đề án Quy hoạch báo chí quốc gia đã được thông qua. VTV8 chuyên sản xuất các chương trình hướng vào khu vực miền Trung - Tây Nguyên, đồng thời còn sản xuất nhiều chương trình truyền hình trực tiếp các sự kiện ở khu vực này để phát sóng trực tiếp trên các kênh của Đài Truyền hình Việt Nam.
VTV8 là kết quả của việc thực hiện sáp nhập ba kênh truyền hình khu vực của VTV trước đây, bao gồm VTV Huế, VTV Đà Nẵng, VTV Phú Yên theo Đề án Quy hoạch báo chí quốc gia đến năm 2025. Trong đó, "các trung tâm truyền hình khu vực của Đài Truyền hình Việt Nam chỉ thực hiện chức năng sản xuất chương trình cho Đài Truyền hình Việt Nam tại khu vực đó, không phát sóng riêng kênh chương trình khu vực". VTV8 cùng với VTV9 là các kênh truyền hình tự chủ về mọi mặt.
Tổng khống chế của kênh hiện nay được đặt ở Trung tâm truyền hình Việt Nam tại khu vực miền Trung - Tây Nguyên - VTV8 (trụ sở ở Đà Nẵng). Tín hiệu được truyền từ Trung tâm truyền hình Việt Nam tại khu vực miền Trung - Tây Nguyên tới trụ sở Đài Truyền hình Việt Nam tại Hà Nội, phủ sóng rộng các tỉnh, thành phố trực thuộc khu vực miền Trung - Tây Nguyên và phát sóng trên các hạ tầng truyền hình khác nhau phục vụ khán giả cả nước.
Hiện nay, VTV8 được phát sóng trên nhiều hạ tầng truyền hình khác nhau: quảng bá miễn phí trên truyền hình số mặt đất, truyền hình trực tuyến, phát sóng trên các hệ thống truyền hình trả tiền. Kênh còn được phát sóng với định dạng hình ảnh độ nét cao trên hạ tầng truyền hình số mặt đất DVB-T2 trên toàn quốc, cũng như trên một số hạ tầng truyền hình trả tiền như VTVCab, Truyền hình FPT, Truyền hình Viettel và MyTV,...

Logo kênh VTV8 HD (1 tháng 1, 2016 - 31 tháng 12, 2019; 9 tháng 1, 2020 - 29 tháng 6, 2022).

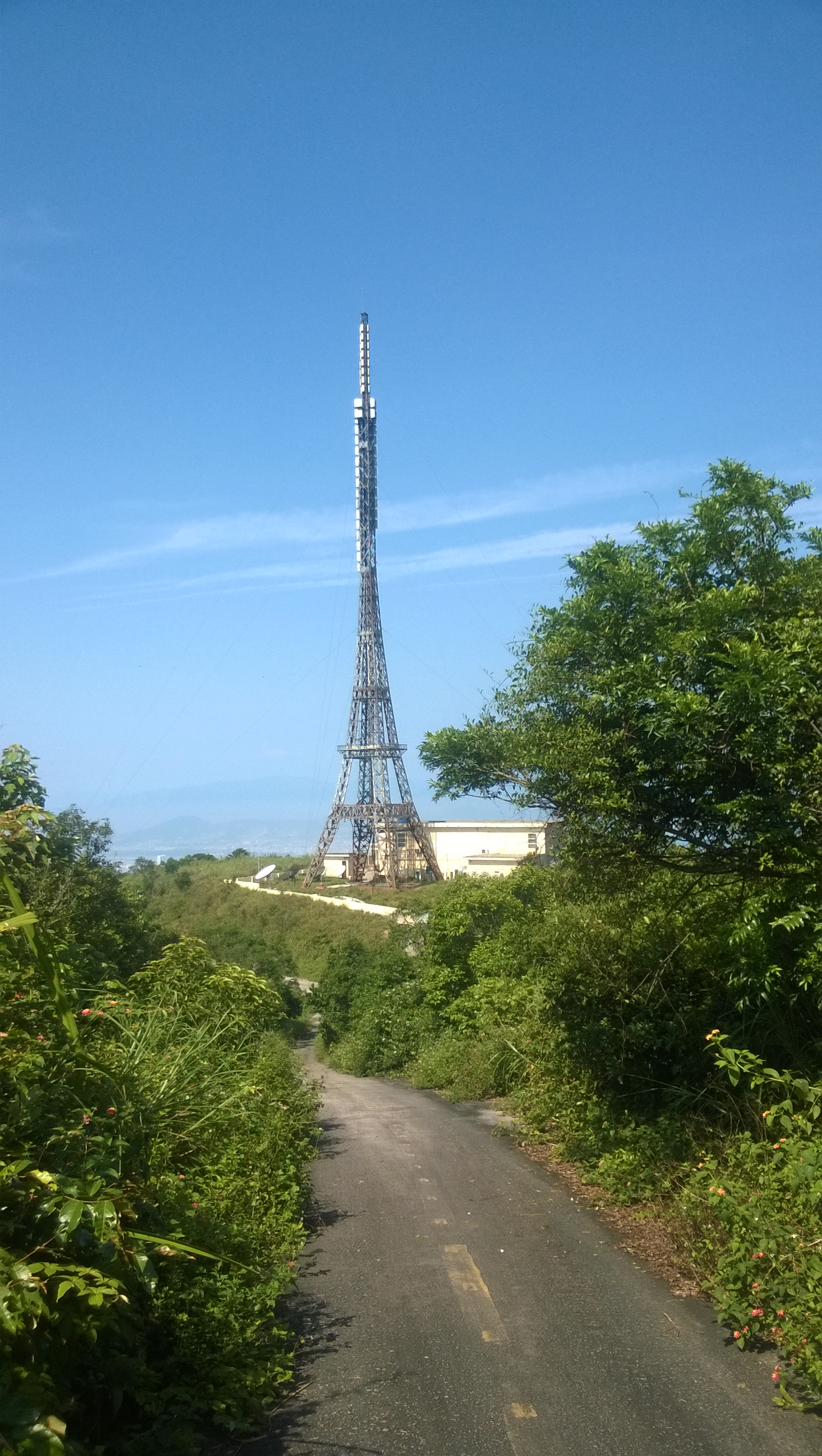
Trạm tiếp sóng VTV tại núi Sơn Trà

## Lịch sử

### VTV Huế
- Phát sóng từ trước năm 1975 với tên gọi ban đầu là Đài Truyền hình Huế.
- Từ sau 1975 đến 1998, Đài Truyền hình Huế đóng vai trò là cơ quan truyền hình của tỉnh Thừa Thiên Huế.
- 1 tháng 1 năm 2004: Biểu trưng HVTV được sử dụng.
- 1 tháng 1 năm 2016: Giải thể cùng với VTV Đà Nẵng và VTV Phú Yên để sáp nhập thành kênh VTV8 cho đến ngày nay.

### VTV Đà Nẵng
Trước năm 1975, là thành phố lớn thứ hai ở miền Nam nhưng Đà Nẵng không có đài truyền hình, trong bối cảnh miền Nam lúc ấy đã có năm đài truyền hình đặt tại Sài Gòn, Cần Thơ, Nha Trang, Quy Nhơn và Huế. Người dân Quảng Nam - Đà Nẵng chỉ được xem Đài Truyền hình Huế thông qua trạm phát lại đặt trên đỉnh đèo Hải Vân. Nhận thấy tầm quan trọng của vị trí chiến lược về quốc phòng, kinh tế và sự phát triển của thành phố Đà Nẵng trong tương lai nên ngay từ năm đầu giải phóng, ông Võ Chí Công, lúc đó là Bí thư khu ủy khu V và ông Hồ Nghinh, Bí thư tỉnh ủy Quảng Nam - Đà Nẵng đã nêu quyết tâm phải xây dựng bằng được một đài truyền hình ngay tại thành phố Đà Nẵng.
Để hiện thực hóa mục tiêu ấy, địa phương đã có sự chuẩn bị kỹ càng với sự hỗ trợ của Đài Truyền hình Sài Gòn Giải phóng.
Chưa đầy hai năm sau ngày Đà Nẵng giải phóng, ngày 14 tháng 2 năm 1977, Đài Truyền hình Đà Nẵng đã phát sóng chương trình truyền hình đầu tiên, chính thức ra mắt khán giả Quảng Nam - Đà Nẵng. Đài phát sóng mỗi tuần 3 buổi tối, mỗi buổi 3 tiếng, sau đó nâng lên tất cả các buổi tối trong tuần với đầy đủ các mục thời sự, Bông hoa nhỏ, văn nghệ và phim truyện... Tháng 7 năm 1977, Đài Truyền hình Đà Nẵng được chuyển về Ủy ban Phát thanh - Truyền hình.
Năm 1991, máy phát sóng được chuyển về lại thành phố Đà Nẵng do việc phát sóng ở Sơn Trà không đảm bảo; song diện phủ sóng của đài lúc này bị hạn chế. Để khắc phục, đài đã lắp đặt trạm chuyển tiếp tín hiệu tại Tam Kỳ và một số huyện miền núi. Đến năm 1997, khi Đài Phát thanh - Truyền hình Quảng Nam ra đời đáp ứng nhu cầu thông tin cho người dân Quảng Nam thì đài mới ngừng việc chuyển tiếp tín hiệu tại Quảng Nam.
Từ năm 1994, Đài Truyền hình Đà Nẵng chính thức chuyển về Đài Truyền hình Việt Nam, lấy tên là DTV và đến ngày 1 tháng 1 năm 2004 thì được đổi tên thành Trung tâm Truyền hình Việt Nam tại Thành phố Đà Nẵng. Năm 1999, VTV Đà Nẵng mở văn phòng thường trú tại Gia Lai, sau đó văn phòng thường trú tại Buôn Ma Thuột cũng được đầu tư xây dựng.
Bên cạnh việc sản xuất chương trình truyền hình, VTV Đà Nẵng còn đảm nhận nhiệm vụ phát sóng khu vực và tiếp phát các kênh sóng của VTV. Mỗi năm, VTV Đà Nẵng sản xuất hơn 100 đầu chương trình gồm các bản tin, nhiều chuyên mục, sản phẩm nghệ thuật, khoa giáo, giải trí cùng khối lượng chương trình phong phú được chọn lọc, khai thác từ nhiều nguồn đáp ứng yêu cầu người xem. Ngoài ra, VTV Đà Nẵng còn tham gia sản xuất trực tiếp nhiều chương trình lớn ở khu vực như Festival Cà phê Buôn Ma Thuột, Liên hoan cồng chiêng Tây Nguyên, Quảng Nam - Festival hành trình di sản, Lễ hội pháo hoa quốc tế Đà Nẵng, các giải bóng đá, giải thể thao trên địa bàn... VTV Đà Nẵng cũng là đơn vị tổ chức thành công các chương trình, cuộc thi của VTV như Sao Mai, Vòng chung kết Robocon toàn quốc và ABU Robocon 2013, Liên hoan Truyền hình toàn quốc lần thứ 31...
Với việc được VTV trang bị xe màu đạt tiêu chuẩn HD vào năm 2015, kênh bắt đầu được phát sóng theo định dạng hình ảnh 16:9. Từ ngày 1 tháng 1 năm 2016, thực hiện đề án cơ cấu hệ thống truyền hình, VTV Đà Nẵng ngưng phát sóng khu vực và cùng với VTV Huế, VTV Phú Yên sản xuất chương trình cho kênh truyền hình quốc gia VTV8. VTV Đà Nẵng đồng thời được chọn là nơi đặt Tổng khống chế của kênh VTV8.

### VTV Phú Yên
Trước năm 1989, Phú Yên được xem là vùng trắng về truyền hình. Người dân Phú Yên chủ yếu theo dõi chương trình của Đài Truyền hình Quy Nhơn qua Trạm tiếp phát sóng Vũng Chua. Lúc bấy giờ, đài Quy Nhơn phụ trách địa bàn các tỉnh Nghĩa Bình, bắc Phú Khánh và một số tỉnh Tây Nguyên.
Để chuẩn bị cho việc tái lập tỉnh Phú Yên trên cơ sở chia tách thành hai tỉnh Phú Yên và Khánh Hòa vào ngày 1 tháng 7 năm 1989, ngay từ đầu năm 1989, Đài Truyền hình Nha Trang đã thành lập Trạm Phát hình Phú Yên với nhân sự gồm: nhà báo Tạ Tấn Đông, Trần Ngọc Dân, Nguyễn Tô Hà, Lê Ánh Dương, Võ Minh Thùy; những người này đều từ Nha Trang ra Tuy Hòa. Các cán bộ của Đài Nha Trang cũng được cử ra Phú Yên để lắp đặt thiết bị, máy móc cho trạm phát hình và trung tâm kỹ thuật cho Đài Truyền hình Phú Yên. Ngày 1 tháng 7 năm 1989, trong hoàn cảnh thiếu thốn về kinh phí, thiết bị và nhân lực, Đài Truyền hình Phú Yên đã được thành lập trên cơ sở Trạm Phát hình Phú Yên, và lên sóng buổi phát hình đầu tiên vào tối cùng ngày.
Từ chỗ phát sóng ba buổi một tuần khi mới thành lập, đến năm 1991, đài đã phát sóng truyền hình hằng ngày trên kênh PTV. Ngoài các chương trình tự sản xuất, trao đổi với các đài truyền hình khác, PTV cũng chú trọng đến việc khai thác chương trình của các đài truyền hình nước ngoài qua vệ tinh để biên dịch, biên tập. Năm 1990, khi VTV chưa phủ sóng toàn quốc, PTV đã khai thác, biên dịch các bản tin thời sự quốc tế hàng ngày. Tháng 6 cùng năm, đài tổ chức bình luận trực tiếp Giải vô địch bóng đá thế giới 1990, là đài duy nhất tại khu vực miền Trung truyền hình trực tiếp sự kiện này. Đến đầu năm 1992, PTV cho lên sóng bộ phim truyền hình Người giàu cũng khóc của Mexico, sau đó chia sẻ cho nhiều đài truyền hình khác trong cả nước phát sóng, tạo nên một hiện tượng truyền hình tại Việt Nam. Sự kiện này đã được báo chí phía Nam bình chọn là 1 trong 10 sự kiện văn hóa xã hội tiêu biểu của năm 1992.
Từ năm 1994, PTV bắt đầu thực hiện truyền hình trực tiếp nhiều sự kiện quan trọng. Đây cũng là đài địa phương đầu tiên trong cả nước thực hiện phát sóng trực tiếp các bản tin thời sự và là một trong những đài đầu tiên chuyển đổi việc lưu trữ, phát sóng từ analog sang công nghệ số. Đặc biệt, từ năm 1998, khi PTV được sự đầu tư trọng điểm của tỉnh Phú Yên và Đài Truyền hình Việt Nam, đài đã phát triển nhanh chóng về mọi mặt, trở thành thương hiệu có chỗ đứng trong lòng khán giả không chỉ ở địa phương mà còn ở khu vực và toàn quốc.
Ngày 22 tháng 8 năm 2001, Thủ tướng Chính phủ ký quyết định thành lập Đài Truyền hình Khu vực Phú Yên, sau đổi tên là Trung tâm Truyền hình Việt Nam tại Phú Yên trên cơ sở chuyển giao Đài Truyền hình Phú Yên do tỉnh Phú Yên quản lý cho Đài Truyền hình Việt Nam, đóng vai trò là đơn vị truyền hình của tỉnh cũng như khu vực Nam Trung Bộ. Với sự đầu tư mạnh mẽ và đòi hỏi trình độ chuyên môn phải tương xứng với các đài truyền hình quốc gia trong khu vực, đội ngũ VTV Phú Yên không ngừng phát triển về số lượng và chất lượng, đảm nhiệm sản xuất chương trình cho VTV tại 6 tỉnh Bình Định, Phú Yên, Khánh Hòa, Ninh Thuận, Bình Thuận và Lâm Đồng.
Sau 14 năm phát sóng kênh VTV Phú Yên, từ ngày 1 tháng 1 năm 2016, VTV Phú Yên cùng với VTV Huế và VTV Đà Nẵng sáp nhập thành VTV8. Năm 2018, VTV thành lập Trung tâm Truyền hình Việt Nam tại Thành phố Nha Trang (Khánh Hòa), thay thế cho VTV Phú Yên trước đây.

### VTV8
Ngày 1 tháng 1 năm 2016, kênh VTV8 được ra mắt trên cơ sở hợp nhất ba kênh khu vực là VTV Huế, VTV Đà Nẵng, VTV Phú Yên nhằm mục đích phục vụ khán giả khu vực miền Trung - Tây Nguyên.
Ngày 10 tháng 5 năm 2020, Chính phủ Việt Nam ban hành Nghị định 34/2020/NĐ-CP sửa đổi, bổ sung Điều 3 Nghị định số 02/2018/NĐ-CP ngày 4 tháng 1 năm 2018 của Chính phủ quy định chức năng, nhiệm vụ, quyền hạn và cơ cấu tổ chức của Đài Truyền hình Việt Nam. Trong đó, hai Trung tâm Truyền hình Việt Nam tại Huế và Đà Nẵng sáp nhập thành Trung tâm Truyền hình Việt Nam khu vực miền Trung - Tây Nguyên, đặt tại thành phố Đà Nẵng, đồng thời thành lập văn phòng khu vực Tây Nguyên thuộc Trung tâm Truyền hình Việt Nam khu vực miền Trung - Tây Nguyên.

## Lãnh đạo Trung tâm
- Giám đốc: Ông Nguyễn Lâm Thanh.
- Phó Giám đốc: Ông Lê Minh Sanh.
- Phó Giám đốc: Ông Trương Duy Hòa.
- Phó Giám đốc: Ông Hồ Hoàng Thái.

## Hệ thống trụ sở và Văn phòng đại diện

### Trụ sở và Văn phòng đại diện hiện tại
- Trụ sở chính: 258 Bạch Đằng - Quận Hải Châu - Thành phố Đà Nẵng
- Văn phòng Đại diện tại Huế: 02 Lý Thường Kiệt - Thành phố Huế
- Văn phòng Đại diện tại Đắk Lắk: 09 Trường Chinh - Thành phố Buôn Ma Thuột - Đắk Lắk
- Văn phòng Đại diện tại Gia Lai: 05 Nguyễn Thái Học - Thành phố Pleiku - Gia Lai

### Trụ sở và Văn phòng đại diện cũ
- Văn phòng Đại diện tại Phú Yên: 397 Hùng Vương - Thành phố Tuy Hoà - Phú Yên[12]

## Thời lượng phát sóng

### VTV Huế
- 1 tháng 1, 2004 - 11 tháng 11, 2011: 06:00 - 23:30 hàng ngày.
- 11 tháng 11, 2011 - 1 tháng 1, 2016: 05:30 - 23:30 hàng ngày.

### VTV Đà Nẵng
- 1 tháng 1, 2004 - 1 tháng 1, 2011: 06:00 - 23:00 hàng ngày.[13]
- 1 tháng 1, 2011 - 31 tháng 12, 2015: 06:00 - 24:00 hàng ngày

### VTV Phú Yên
- 1 tháng 7, 1989 - 1 tháng 10, 1989: 07:00 - 10:00, 12:00 - 15:00, 20:00 - 24:00
- 1 tháng 10, 1989 - 3 tháng 2, 1991: 06:00 - 08:00, 10:00 - 12:00, 14:00 - 16:00, 18:00 - 20:00, 22:00
- 3 tháng 2, 1991 - 10 tháng 8, 1999: 18:00 - 23:00 hàng ngày.[6]
- 10 tháng 8, 1999 - 1 tháng 1, 2000: 08:00 - 12:00, 18:00 - 23:00.
- 1 tháng 1, 2004 - 1 tháng 1, 2011: 10:00 - 13:30, 17:00 - 23h00.[14]
- 1 tháng 1, 2011 - 1 tháng 1, 2016: 06:00 - 24:00 hàng ngày.

### VTV8
- 1 tháng 1, 2016 - 4 tháng 4, 2016; 1 tháng 1, 2019 - 18 tháng 3, 2020; 1 tháng 5, 2020 - 29 tháng 7, 2020 và 3 tháng 9, 2020 - nay: 24/24h
- 5 tháng 4, 2016 - 1 tháng 1, 2019; 19 tháng 3, 2020 - 1 tháng 5, 2020 và 30 tháng 7, 2020 - 3 tháng 9, 2020: 05:00 - 24:00 hàng ngày.